# Littérature latino-américaine
 (octobre 2021).
La littérature latino-américaine regroupe les auteurs ayant produit l'essentiel de leur œuvre en Amérique latine. La littérature latino-américaine s'affirme après la seconde guerre mondiale avec Jorge Luis Borges et par la suite il en est question avec Gabriel García Márquez, issu du réalisme magique, et aujourd'hui avec Mario Vargas Llosa.

## Zonage

### Littérature d'Amérique du Sud (par pays)
- Littérature argentine, Écrivains argentins
- Littérature bolivienne, Écrivains boliviens
- Littérature brésilienne, Écrivains brésiliens
- Littérature chilienne, Écrivains chiliens
- Littérature colombienne, Écrivains colombiens
- Littérature équatorienne, Écrivains équatoriens
- Littérature guyanaise, Écrivains guyanais
- Littérature guyanéenne (en), liste d'écrivains guyanéens (en)
- Littérature paraguayenne, Écrivains paraguayens, Œuvres littéraires paraguayennes (en espagnol et guarani)
- Littérature péruvienne, Écrivains péruviens
- Littérature surinamaise (en)
- Littérature uruguayenne, Écrivains uruguayens
- Littérature vénézuélienne, Écrivains vénézuéliens

### Littérature d'Amérique centrale (par pays)
Les littératures d'Amérique centrale :
- Littérature bélizienne
- Littérature costaricienne (es)
- Littérature salvadorienne (es)
- Littérature guatémaltèque (es)
- Littérature hondurienne (es)
- Littérature nicaraguayenne (es)
- Littérature panaméenne (en)

### Littérature des Caraïbes
- Afro-Caribéens
- Écrivains de la Caraïbe
- Littérature antillaise partiellement francophone
- Créoles à base lexicale espagnole
- Littérature caribéenne (en) non francophone, dont
  - Littérature cubaine
  - Littérature dominicaine (es)
  - Littérature portoricaine (en), Mouvement Nuyorican (en)

### Littérature d'Amérique du Nord
- Littérature mexicaine
- Littérature hispanique latino-américaine des États-Unis

## Œuvres par catégorie et par langue ou par pays
- Œuvres littéraires par nationalité
- Poésie par pays
- Pièces de théâtre par pays
- Essais par pays
- Romans par pays
- Nouvelles par pays
- Recueils de nouvelles par pays
- Contes par pays
- Bandes dessinées par pays
- Théâtre en Amérique du Sud par pays (en)

## Institutions
- Casa de las Américas (Cuba), Prix Casa de las Américas
- Foire Internationale du Livre de Guadalajara (en), depuis 1987
- Prix de la FIL (en), pour l'Amérique latine et caraïbe, dans toute langue romane, depuis 1991, remplaçant le Prix Juan Rulfo
- Prix Rómulo-Gallegos, Premio Iberoamericano Planeta-Casa de América de Narrativa (en)
- Bogota39 liste 2007 de 39 écrivains latino-américains prometteurs de moins de 40 ans
- Prix littéraires en Espagne, dont Prix Cervantes

## Revues
- Vuelta (1976-)
- Nexos (1978-)
- Letras Libres (1999-)
- Replicante (en) (2004-)
- Radiador Magazine (es) (2011-)

## Amérindiens
Au 21e siècle, les droits des Amérindiens sont globalement revendiqués, reconnus, et protégés par les lois nationales, et les recommandations internationales.
Les mythologies amérindiennes sont renseignées et valorisées de manière variable :
- mythologies de l'Amérique du Sud,
- mythologies de l'Amérique centrale (es),
- mythologies de l'Amérique du Nord.

Seule l'Amérique du Nord semble avoir su développer une littérature amérindienne et plus encore une renaissance amérindienne (Native American Renaissance) dans les années 1969-1977 : liste des écrivains issus de peuples autochtones d'Amérique (du Nord).
En Amérique latine, des littératures orales amérindiennes se maintiennent (contes, chansons, poésie, radio, presse, cinéma, télévision), au moins dans les langues :
- aymara,
- guarani[2],
- k'iche', une des actuelles langue maya (avec le tz'utujil, le cakchiquel, le cauqué mayan, le maya yucatèque) : Rigoberta Menchú, Aura Lolita Chavez Ixcaquic,
- mapudungun : écrivains mapuches (en),
- nahuatl,
- quechua[3], dont un théâtre[4].

Voir également Écrivains métis (en), dont Felipe Guamán Poma de Ayala, Inca Garcilaso de la Vega, Fernando de Alva Cortés Ixtlilxochitl, Rubén Darío, César Vallejo.
Le jivaro shuar est utilisé au moins par María Clara Sharupi Jua (es) (1964-).
- Nezahualcóyotl Award (en) (1993, prix pour écrits en langues indigènes d'Amérique latine)

## Prix Nobel de littérature
- Gabriela Mistral,  Chili (1945)
- Miguel Ángel Asturias,  Guatemala (1967)
- Pablo Neruda,  Chili (1971)
- Gabriel García Márquez,  Colombie (1982)
- Octavio Paz,  Mexique (1990)
- Mario Vargas Llosa,  Pérou (2010)

## Divers
- Modernidad periférica (es)
- Repertorio Americano (Costa-Rica, 1919-1958)
- Boom latino-américain (1960-1980)
- Réalisme magique